# Montalbán
Montalbán település Spanyolországban, Teruel tartományban. Montalbán Palomar de Arroyos, Escucha, Utrillas, Martín del Río, Vivel del Río Martín, La Hoz de la Vieja, Obón, Torre de las Arcas és Castel de Cabra községekkel határos. Lakosainak száma 1165 fő (2024).

## Népesség
A település népessége az utóbbi években az alábbiak szerint változott:
| Lakosok száma | 1567 | 1498 | 1492 | 1448 | 1350 | 1335 | 1256 | 1233 | 1209 | 1165 |
|               | 2001 | 2004 | 2007 | 2009 | 2012 | 2014 | 2017 | 2019 | 2022 | 2024 |